# 옥야 임씨
옥야 임씨(沃野林氏)는 전북특별자치도 익산시를 본관으로 하는 한국의 성씨이다. 시조 조선 초에 박사, 개성부교수, 정의현감, 영월부사, 돈령부도정 등을 지낸 임윤손(林允遜)이다.

## 참고 자료
- 박노석. “옥야임씨”. 디지털익산문화대전.